# Pístovský památník
Pístovský památník je památník obětem pochodu smrti v II. světové válce východně od osady Pístov nedaleko Chodové Plané.
Pochod smrti vyšel z koncentračních táborů Zwickau a Legenfeldu 13. dubna 1945 a bylo na něj vyhnáno 1450 mužů a 150 žen, jejichž řady během pochodu rychle řídly.
Kolona byla 21. dubna na silnici mezi Martinovem a Holubínem omylem napadena střelbou amerického letce. Okamžitě zemřelo 16 vězňů a doprovod pochodu všechny raněné namísto ošetření postřílel. Obyvatelé německé národnosti z Pístova odvezli večer raněné, které zahrabali do jámy v lese přibližně 100 m od místního hřbitova. Místo hromadného hrobu neoznačili.
Exhumace hrobu na jaře 1946 odhalila 66 obětí z Polska, Sovětského svazu, Itálie, Belgie, Německa, Jugoslávie, Maďarska, ČSR. Pozůstatky byly uloženy do rakví a pochovány na hřbitově. V roce 1950 přibyla těla dvojice anglických letců, kteří byli zastřeleni u Dolního Kramolína Němci při nouzovém seskoku z hořícího letadla.
Památník z roku 1965 ve tvaru jehlanu z hrubě tesaných kamenů doplňuje na špici železná trnová koruna. Na podstavci jsou obrázky ryté do skla a nápis. Okolí je parkově upraveno s cestami mezi záhony růží obklopenými jehličnany.